# Militärflugplatz Laon-Athies

i7
i11
i13
Die Laon-Athies Air Base (franz. Base aérienne de Laon-Athies) war zuletzt ein NATO-Militärflugplatz der United States Air Forces in Europe (USAFE) in Frankreich, dessen Wurzeln bis in die Zeit des Zweiten Weltkriegs zurückreichten.
Die ehemalige Basis liegt in der Region Hauts-de-France im Département Aisne auf dem Gebiet der Gemeinden Athies-sous-Laon und Samoussy, etwa acht Kilometer nordöstlich von Laon.

## Geschichte
Im Jahr 1939 enteignete der französische Staat 130 ha landwirtschaftlicher Flächen, dass später den nordöstlichen Teil der NATO-Basis bildete, zur Errichtung eines Flugplatzes.

### Zweiter Weltkrieg
Nach Besetzung Frankreichs durch die deutsche Wehrmacht wurde Laon-Athies ein Flugplatz der deutschen Luftwaffe, die hier vorwiegend zweimotorige Kampfflugzeuge stationierte. Das Flugfeld am Rande eines Waldes wurde hierzu zu einem Flugplatz mit unter anderem drei Start- und Landebahnen ausgebaut.
Der Flugplatz beherbergte zwischen Juli 1941 und Januar 1942 die He 111H eines Teils der IV. Ergänzungsgruppe des Kampfgeschwaders 4 (IV./KG 4) und später von Mitte Juli bis Ende November 1943 die Ju 88A der III. Gruppe des Kampfgeschwaders 76 (III./KG 76).
Während des Spätsommer 1943 lag hier zusätzlich die 3. Staffel des Nachtjagdgeschwaders 4 (3./NJG 4), das Geschwader war zum damaligen Zeitpunkt mit Bf 110, Ju 88 und Do 217 ausgerüstet. Im folgenden Winter operierten die III. Gruppe des Schlachtgeschwaders 4 (III./SG 4), ausgerüstet mit der Fw 190F/G, die 2. Staffel des NJG 4 (2./NJG 4) und die 13. Staffel des Kampfgeschwader 2 (13./KG 2) von Laon-Athies aus.
Zwischen März und Mai 1944 lagen hier Bf 110 der III. Gruppe des Nachtjagdgeschwaders 1 (III./NJG 1) und anschließend bis August 1944 beherbergte der Flugplatz Stab und III. Gruppe Nachtjagdgeschwader 5 (S. und III./NJG 5).
Neben den fliegenden Einsatzverbänden unterhielt die Luftwaffe hier einen Wartungs- und Reparaturbetrieb. Der Flugplatz wurde in den Jahren 1943/1944 mehrfach das Ziel von US-Bombern der Eighth Air Force der United States Army Air Forces (USAAF).
Vor ihrem Abzug zerstörten die Deutschen die Infrastruktur, die Anfang September 1944 von alliierten Bodentruppen eingenommen wurde. Airfield A.69, so die alliierte Codebezeichnung von Laon-Ahies, wurde notdürftig durch die USAAF für den Flugbetrieb durch die Ninth Air Force instand gesetzt. Zwischen Mitte September und Anfang Oktober 1944 lagen hier P-47 der 368th Fighter Group, verstärkt für zehn Tage in der zweiten Septemberhälfte von denen der 50th Fighter Group.
An ihre Stelle traten Mitte Oktober die B-26 der 323d Bombardment Group, die hier bis Februar 1945 stationiert blieben. Letzter Nutzer war die 416th Bombardment Group, die die A-26 flog. Das Flugfeld wurde Ende Mai 1945 geschlossen und an Frankreich zurückgegeben.

### Laon-Athies Air Base
Da die französischen Luftstreitkräften keinen Bedarf für den Flugplatz hatten, wurde das Gelände an örtliche Bauern verpachtet. Mit Beginn des Kalten Kriegs bot Frankreich das Gelände den Amerikanern zur erneuten Nutzung an. Aufgrund hoher Instandsetzungs- und Ausbaukosten sowie Kosten für das Auskaufen der Pachtverträge der Landwirte wurde Laon-Athies keine vollwertige Einsatzbasis. Laon-Athies wurde daher ab 1954 lediglich zu einem Ausweichplatz ausgebaut. Hierzu wurde das Gelände von den Kriegszerstörungen geräumt und ein jettaugliche Start- und Landebahn angelegt.
Mit Ausnahme einiger Anflüge wurde die Basis jedoch nie genutzt und nach dem Austritt Frankreichs aus den militärischen Strukturen der NATO aufgegeben.

## Heutige Nutzung
Nach dem Abzug der Amerikaner wurde die Liegenschaft nicht weiter militärisch genutzt. Heute wird das Gelände wieder landwirtschaftlich genutzt, wobei ein Großteil der Betonpisten und Abstellplätze der US-amerikanischen Air Base noch existieren, genauso wie die beiden Betonbahnen aus der Zeit des Zweiten Weltkriegs.

## Sonstiges
- Militärflugplatz Laon-Couvron